# Querência
Querência – miasto i gmina w Brazylii, w stanie Mato Grosso.